# Cmentarz mennonicki w Niedźwiedziówce
Cmentarz mennonicki w Niedźwiedziówce – nekropolia mennonicka położona na terenie osady Niedźwiedziówka (niem. Bärwalde) w województwie pomorskim. Znajduje się w północnej części miejscowości.

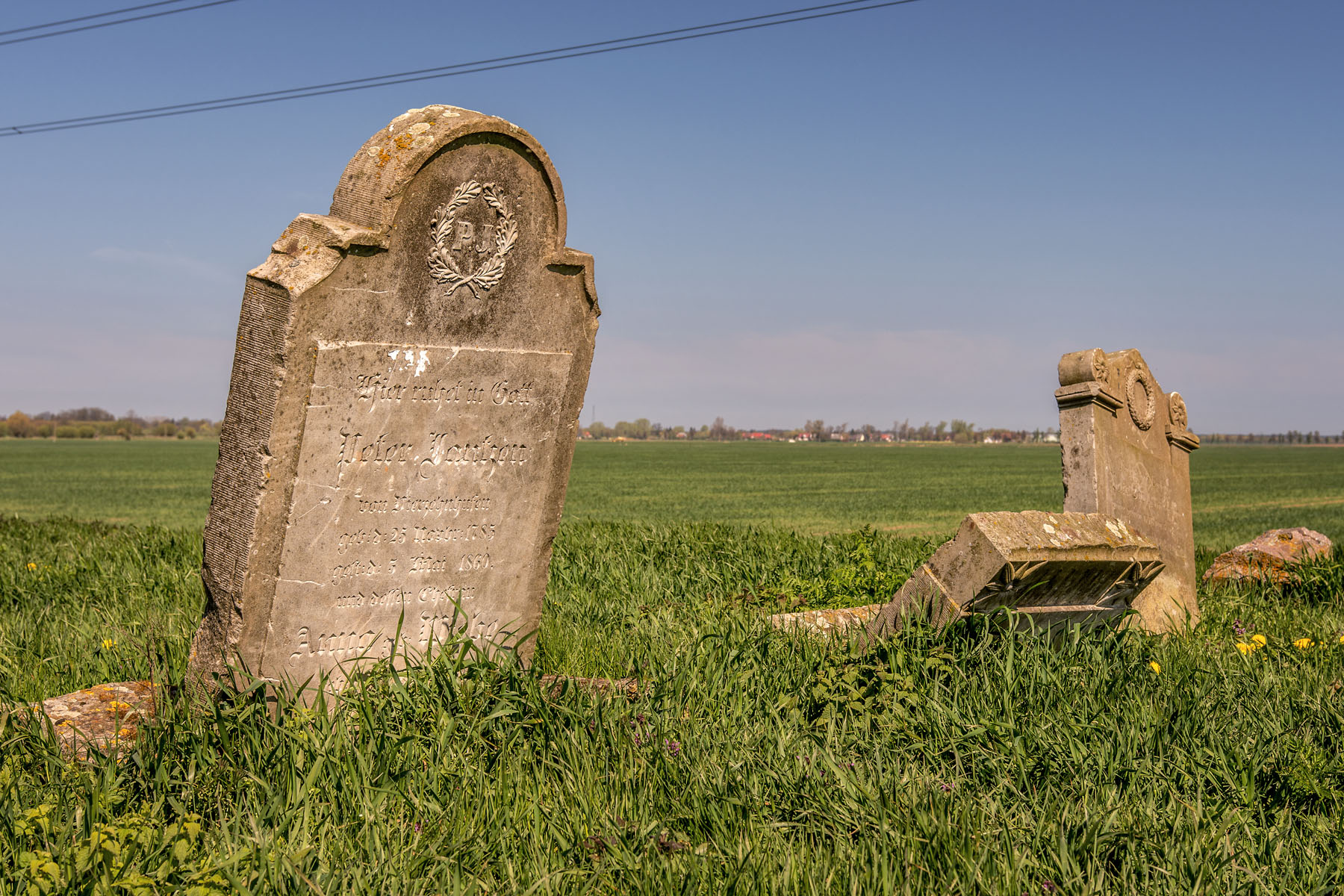
Nagrobki na cmentarzu mennonickim w Niedźwiedziówce (stan w 2016)

W 1768 wzniesiono w Niedźwiedziówce drewniany mennonicki dom modlitwy. W ramach koncesji na jego budowę wydanej przez biskupa chełmińskiego gmina mennonicka uzyskała prawo założenia przy świątyni własnego cmentarza. Dom modlitwy przetrwał II wojnę światową i okres Polski Ludowej. Spłonął w 1990. Pozostały po nim tylko fundamenty.

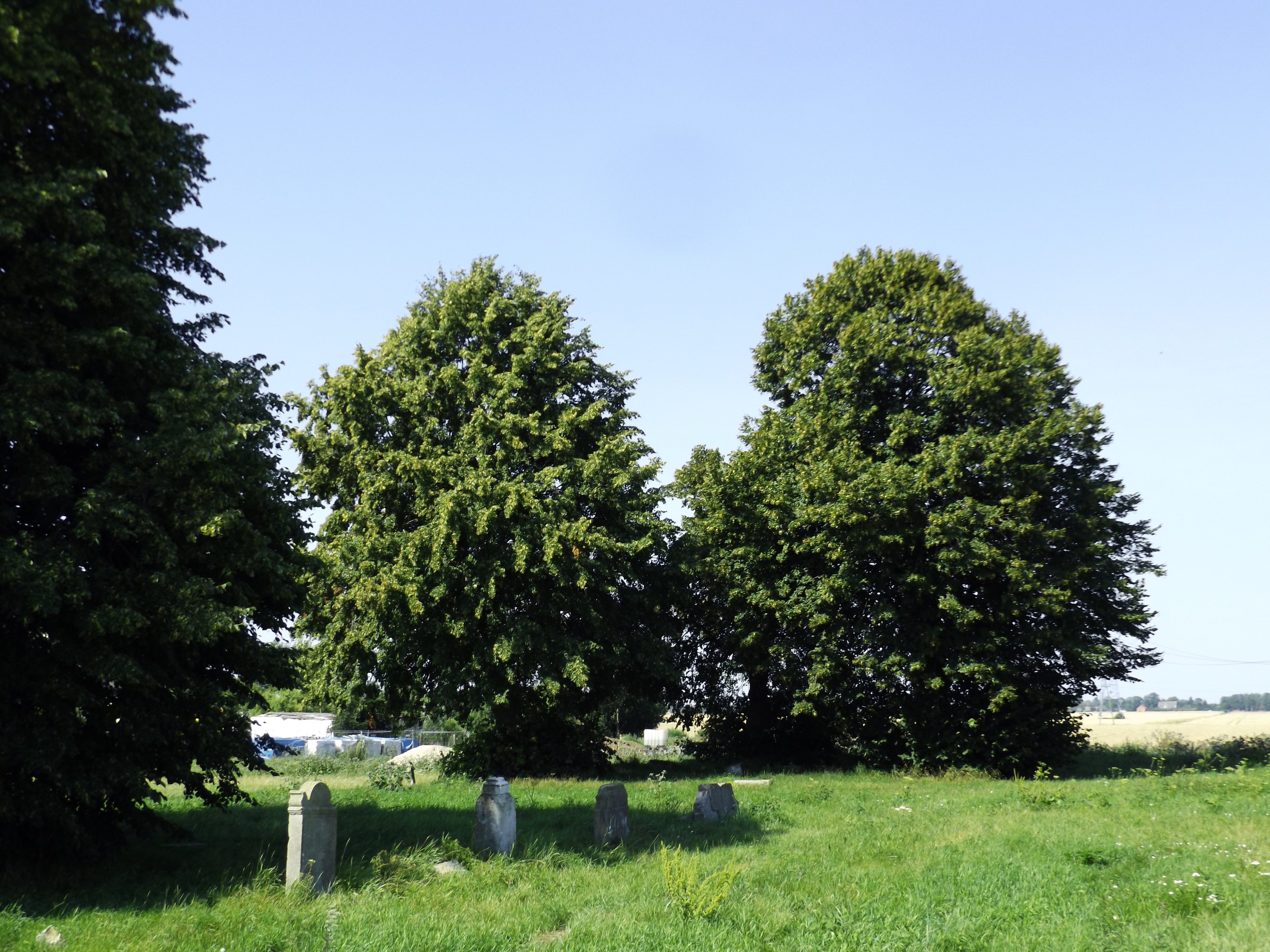
Widok ogólny cmentarza mennonickiego w Niedźwiedziówce (sierpień 2015)

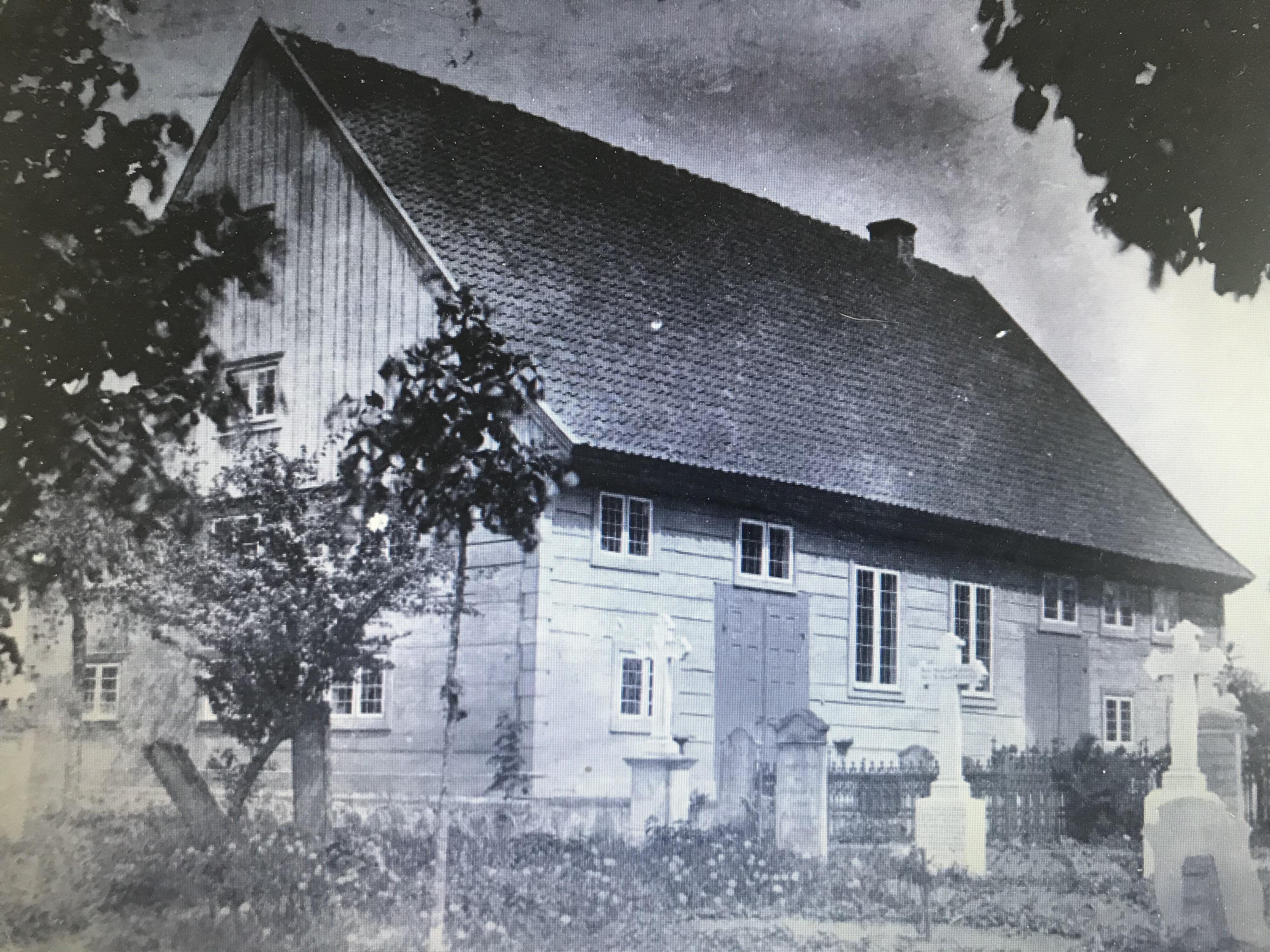
Dom modlitwy w Niedźwiedziówce, wokół którego znajdował się cmentarz mennonicki (fotografia z okresu międzywojennego)

Cmentarz został po 2000 r. uporządkowany w formie lapidarium. W jego zabezpieczenie włączyła się społeczność lokalna. W 2015 stwierdzono dewastację cmentarza. Nagrobki zostały połamane, rozrzucone po terenie nekropolii.

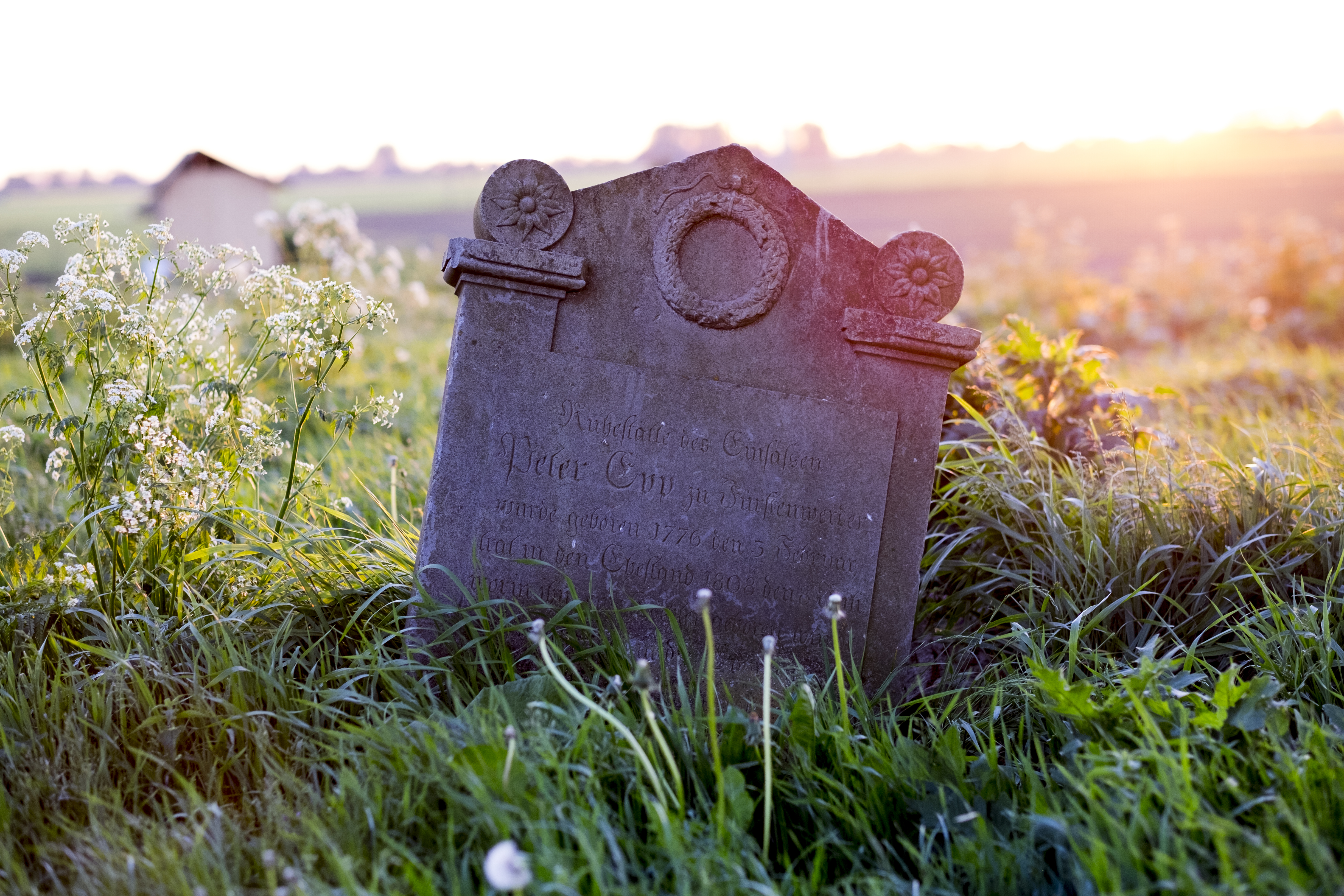
Stella na cmentarzu mennonickim w Niedźwiedziówce (grób Petera Eppa, właściciela domu podcieniowego nr 6 w Żuławkach)